# Sabine Klewe
Sabine Klewe, née le 1er février 1966 à Düsseldorf, en Allemagne, est une femme de lettres allemande, autrice de roman policier et de roman historique.

## Biographie
Sabine Klewe étudie la littérature et la traduction littéraire à Düsseldorf et à Londres. Avant de se consacre entièrement à l'écriture, elle a été pendant dix ans traductrice littéraire indépendante et chargée de cours à l'université Heinrich Heine de Düsseldorf.
En novembre 2006, pour sa nouvelle Marilyn, elle est nommée pour le Kärntner Krimipreis et, en décembre 2006, est lauréate du Förderpreis für Literatur der Landeshauptstadt Düsseldorf. En 2014, elle termine un doctorat sur le l'écrivaine britannique Val McDermid.
En 2004, avec Schattenriss, elle commence une série de thrillers consacrée à l'enquêtrice Katrin Sandmann. Avec Martin Conrath (de), elle publie également plusieurs romans historiques. En 2013, avec Der Seele weißes Blut, elle débute une autre série policière consacrée au duo d'enquêteurs Lydia Louis et Christopher Salomon. 
En 2013, sous le pseudonyme de Karen Sander, elle publie Schwesterlein, komm stirb mit mir, premier volume d'une série mettant en scène Liz Montario et Georg Stadler.

## Œuvre

### Romans

#### SérieKatrin Sandmann
- Schattenriss (2004)
- Kinderspiel (2005)
- Wintermärchen (2006)
- Blutsonne (2008)
- Schwanenlied (2013)

#### SérieLydia Louis et Christopher Salomon
- Der Seele weißes Blut (2012)
- Die weißen Schatten der Nacht (2013)
- Wer nicht das Dunkel kennt (2016)

#### Romans historiques
- Das Geheimnis der Madonna (coécrit avec Martin Conrath) (2007)
- Das Vermächtnis der Schreiberin (coécrit avec Martin Conrath) (2008)
- Die schwarzseidene Dame (2009)

#### Romans historiques signés Sabine Martin
- Die Henkerin (coécrit avec Martin Conrath) (2012)
- Die Tränen der Henkerin (coécrit avec Martin Conrath) (2013)
- Die Reliquienjägerin (coécrit avec Martin Conrath) (2014)

#### SérieLiz Montario et Georg Stadlersignée Karen Sander
- Schwesterlein, komm stirb mit mir (2013) Publié en français sous le titre Viens mourir avec moi, Paris, Éditions Albin Michel, coll. « Spécial suspense » (2017)  (ISBN 978-2-226-32268-5)
- Wer nicht hören will, muss sterben (2014)
- Ich sehe was, und das ist tot (2015)
- Bald stirbst auch du (2017)

## Prix et distinctions

### Prix
- Förderpreis für Literatur der Landeshauptstadt Düsseldorf 2006[1]